# Bivilliers
Bivilliers foi uma comuna francesa na região administrativa da Normandia, no departamento Orne. Estendia-se por uma área de 4,1 km². Em 2010 a comuna tinha 64 habitantes (densidade: 15,6 hab./km²).
Em 1 de janeiro de 2016, passou a formar parte da nova comuna de Tourouvre au Perche.